# IC 2319
IC 2319 је појединачна звијезда у сазвјежђу Рак која се налази на листи објеката дубоког неба у Индекс каталогу.
Деклинација објекта је + 18° 28' 34" а ректасцензија 8h 21m 33,1s.